# 世界遺産検定
世界遺産検定（せかいいさんけんてい）はNPO法人世界遺産アカデミーが主催する検定試験である。文部科学省後援。

## 概要
世界遺産活動の目的である国際的な相互理解や平和理念、世界遺産登録の条件など、世界遺産を基礎から学ぶことで「世界遺産保全の草の根ネットワーク」が広がることを目的とする検定である。
第1回が開催された2006年から2018年までの受検者は20万人を超えている。受検料の一部はパリユネスコ本部のユネスコ世界遺産センター（WHC）が窓口となる世界遺産基金（World Heritage Fund）に寄付され、世界遺産保全活動に活用されている。

## 学校教育と世界遺産検定
各世界遺産の背景には歴史や地理、宗教、芸術の他、地学や生物学、自然科学や人文科学を横断するテーマがある。世界遺産の遺産価値を学ぶことは「自然と人間の共生」を学ぶことにつながる。また同時に、世界各地の文化や歴史、自然環境を身近に感じることができる。加えて、日本の文化や歴史、自然環境の特色を知ることは、日本人としてのアイデンティティを持つことにつながる。一方、中学・高校の社会科学習指導要領の目的として、「国際社会と日本」の関係を学習し、国際社会で主体的に生きる民主的・平和的な国家の一員として、必要な自覚と資質を養うことが明記されている。
このような背景から中学、高校の一部で世界遺産検定の団体受検が実施されている。また大学、短大、専門学校においても数多くの学部、学科で団体受検が実施されている。これは「自然と人間の共生」を学ぶことで「持続可能な発展（Sustainable Development）」に取り組む人材育成を目標にする学校が増えているためであると考えられている。さらには、200校以上を超える大学・短大の入試において、世界遺産検定の認定者が優遇措置を受けられる。

## 観光業界と世界遺産検定
2025年7月現在、世界遺産は1,223件登録されており、そのほとんどが有名な観光地となっている。逆に、世界遺産登録をきっかけに観光地化する遺産があることも間違いない。そういった意味で観光業界は世界遺産に最も身近な業界と言える。また、世界遺産登録の最大目的である「保全し次世代に継承する」ためには大きな予算＝税金が必要で、すべてを税金でまかなうことに限界がある以上、年間8億人とされる世界中の観光客がもたらす経済効果は世界遺産保全に不可欠な要素である。
しかし一方、自然災害、密猟、内戦、経済開発等と並んで観光圧力により危機遺産リストに登録される遺産も後を絶たない。（世界遺産としての価値が失われる恐れのある遺産は「危機にさらされている世界遺産リスト（通称：危機遺産リスト）」に登録され、その遺産の保有国は事態の改善に全力を挙げなければならない）
「持続可能な観光（Sustainable Tourism）」の必要性が問われる中、観光業界においても人材育成の一環として世界遺産検定の団体受検を実施する会社が増えている。さらには、入社を希望する学生に対して世界遺産検定の認定を持っているか否かを問う会社もある。また、日本旅行業協会の「トラベル・カウンセラー制度」の中には「世界遺産スペシャリスト」という資格があり、その認定要件のひとつは「世界遺産検定1級以上の合格者であること」となっていた（2015年度末で新規の認定を終了）。 

## 検定級と試験内容
合格基準の「または」以降は認定基準点を満たす受検者の割合が規定以下の場合に適用される。
| 級         | 試験内容                                   | 出題範囲                                                                                   | 合格基準                               | 教材・参考書                              |
| ---------- | ------------------------------------------ | ------------------------------------------------------------------------------------------ | -------------------------------------- | ----------------------------------------- |
| マイスター | 記述問題・論文（20点満点）                 | 分野を横断する総合的な出題                                                                 | 12点以上かつ 記述問題・論文で各6点以上 | すべてがわかる 世界遺産大事典＜上＞＜下＞ |
| 1級        | マークシート方式 四択問題90問（200点満点） | 世界遺産の基礎知識25％ 日本の世界遺産20％ 世界の文化遺産・自然遺産45％ その他10％          | 140点（70％）以上 または受検者の20％   | すべてがわかる 世界遺産大事典＜上＞＜下＞ |
| 準１級     | マークシート方式 四択問題60問（100点満点） | 世界遺産の基礎知識15％ 日本の世界遺産25％ 世界の文化遺産・自然遺産50％ その他10％          | 60点（60％）以上 または受験者の40％    | ふみこんで学ぶ世界遺産700＜第1版＞        |
| 2級        | マークシート方式 四択問題60問（100点満点） | 世界遺産の基礎知識20％ 日本の世界遺産25％ 世界の自然遺産10％ 世界の文化遺産35％ その他10％ | 60点（60％）以上 または受検者の40％    | くわしく学ぶ世界遺産300＜第3版＞          |
| 3級        | マークシート方式 四択問題60問（100点満点） | 世界遺産の基礎知識25％ 日本の世界遺産30％ 世界の自然遺産10％ 世界の文化遺産30％ その他5％  | 60点（60％）以上 または受検者の60％    | はじめて学ぶ世界遺産100＜第2版＞          |
| 4級        | マークシート方式 四択問題50問（100点満点） | 世界遺産の基礎知識13問 日本の世界遺産23問 世界の文化遺産・世界の自然遺産13問 その他1問     | 60点（60％）以上                       | はじめて学ぶ世界遺産50 ＜第2版＞          |

## 受検資格
- マイスター：1級認定者、または2008年までのプラチナ認定以上の人
- 1級：2級認定者、または2007年までのシルバー認定以上の人
- 準1級：2級認定者、または2007年までのシルバー認定以上の人　※2024年7月より受検可能
- 2級：誰でも受検可能
- 3級：誰でも受検可能
- 4級：誰でも受検可能

## 取得した著名人
- 青木裕子[3]
- あけひとみ
- あばれる君
- Snow Man 阿部亮平
- 磯山さやか
- 岩澤居待
- 岩永徹也
- ツインタワー オオニシ
- 影山優佳
- 加藤るみ
- 鎌田安里紗
- 城戸康裕
- 木下博勝
- 久保美智代
- 才木玲佳
- スザンヌ
- 鈴木亮平
- 瀬戸カトリーヌ
- チャド・マレーン
- 中山卓也
- 畠山検定
- ザ・ニュースペーパー 福本ヒデ
- 藤井沙央理
- 本田直之
- ハイキングウォーキング 松田洋昌
- 三田寛子
- 南圭介
- 村井美樹
- 本村健太郎
- 山田わたる
- 吉澤要人